# Ritual Tejo
Ritual Tejo foi uma banda portuguesa do início da década de 1990 criada por 
Paulo Costa, José Manuel Afonso, Artur Santos, Fernando Martins e Quim Zé Rebelo.
Em 1987, com Paulo Costa, José Manuel Afonso, Artur Santos e ainda Chipas na bateria, começaram por se chamar Easy Gents' mas, após vencerem o 5º Concurso de Música Moderna do Rock Rendez-Vous, mudaram o nome para Ritual Tejo; nesta altura, Fernado Martins entra para o grupo e Chipas é substituido por Quim Zé Rebelo.

## Discografia
- Perto de Deus (1991)
- Lenda do Mar (1992)
- Histórias de Amor e Mar (1996)
- Três Vidas (1999).
- oitentaenove.01 (colectânea) (2006)

### Compilações
- Registos (1989) -
- Johnny Guitar (1993) - Tema: "Tejo"
- Variações - As Canções de António (1994) - Tema: "Dar e Receber"
- Filhos da Madrugada (1994) - Tema: "Canto Moço"
- A Vida Sabe Bem (2001) -
- BB3 (2001) -